# Шартрьоз
Вижте пояснителната страница за други значения на Шартрьоз.
Шартрьоз (на френски: Chartreuse) е планински масив в югоизточна Франция, в Дофинийските Алпи, част от департаментите Изер и Савоа в регион Оверн-Рона-Алпи. Най-високата му точка е връх Шамшод (2082 m).
Шартрьоз е част от Предалпите, разположена между масивите Веркор на югозапад и Бож на североизток. На югоизток долината на река Изер го отделя от алпийския масив Белдон, а на северозапад се спуска към Ронската низина. В планината е разположен известният манастир Гранд Шартрьоз, чието име носят ликьора шартрьоз и породата котки шартрьо. В южното подножие на Шартрьоз се намира град Гренобъл, а непосредствено на север – големият ски курорт Шамбери.